# Zhu Guo
Zhu Guo(pinyin:Zhū Guó), född 14 juni 1985 i Fuxin, Liaoning, är en kinesisk taekwondoutövare.
Han tog OS-brons i mellanviktsklassen i samband med de olympiska taekwondo-turneringarna 2008 i Peking.